# Монтгомері (Індіана)
Монтгомері (англ. Montgomery) — місто (англ. town) в США, в окрузі Дейвісс штату Індіана. Населення — 792 особи (2020).

## Географія
Монтгомері розташоване за координатами 38°39′55″ пн. ш. 87°2′49″ зх. д. / 38.66528° пн. ш. 87.04694° зх. д. (38.665255, -87.047022).  За даними Бюро перепису населення США в 2010 році місто мало площу 0,63 км², з яких 0,63 км² — суходіл та 0,00 км² — водойми.

## Демографія
Згідно з переписом 2010 року, у місті мешкали 343 особи в 137 домогосподарствах у складі 95 родин. Густота населення становила 545 осіб/км².  Було 157 помешкань (249/км²).
Расовий склад населення:
| - 99,4 % — білих |

До двох чи більше рас належало 0,6 %. Частка іспаномовних становила 0,6 % від усіх жителів.
За віковим діапазоном населення розподілялося таким чином: 25,4 % — особи молодші 18 років, 63,5 % — особи у віці 18—64 років, 11,1 % — особи у віці 65 років та старші. Медіана віку мешканця становила 36,6 року. На 100 осіб жіночої статі у місті припадало 101,8 чоловіків;  на 100 жінок у віці від 18 років та старших — 98,4 чоловіків також старших 18 років.
Середній дохід на одне домашнє господарство  становив 49 934 долари США (медіана — 41 250), а середній дохід на одну сім'ю — 60 637 доларів (медіана — 55 000). Медіана доходів становила 36 806 доларів для чоловіків та 30 000 доларів для жінок. За межею бідності перебувало 12,8 % осіб, у тому числі 14,5 % дітей у віці до 18 років та 11,6 % осіб у віці 65 років та старших.
Цивільне працевлаштоване населення становило 180 осіб. Основні галузі зайнятості: виробництво — 20,0 %, освіта, охорона здоров'я та соціальна допомога — 19,4 %, роздрібна торгівля — 17,2 %.